# Щедрик жовтолобий
Ще́дрик жовтолобий (Crithagra mozambica) — вид горобцеподібних птахів родини в'юркових (Fringillidae). Мешкає в Африці на південь від Сахари.

## Опис

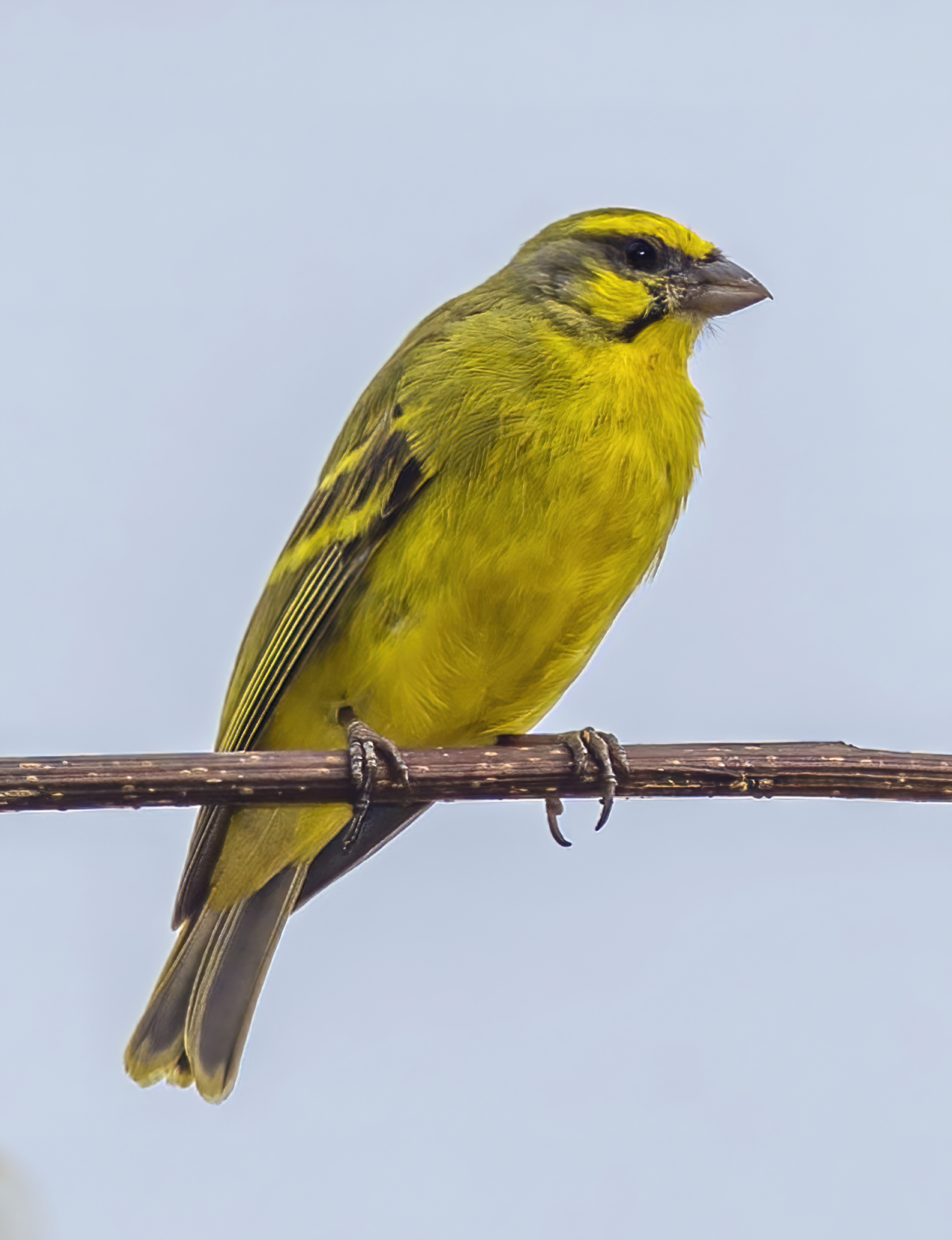
Жовтолобий щедрик (підвид C. m. tando)

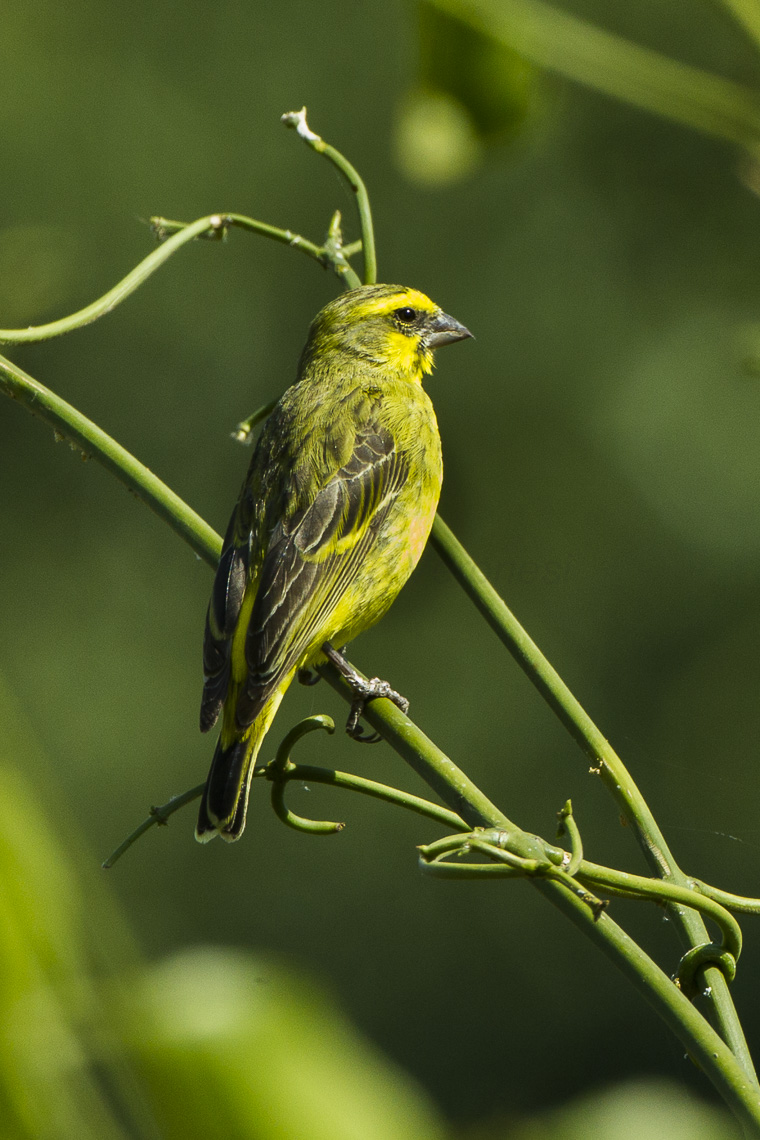
Жовтолобий щедрик

Довжина птаха становить 11-13 см, розмах крил 21,5 см, вага 8,5-16,2 г. У самців верхня частина тіла сірувато-зелена, махові пера і хвіст чорнуваті з білими краями, надхвістя жовте. Нижня частина тіла і боки жовті, на обличчі чорнувата "маска". Щоки жовті, над очима жовті "брови", під дзьобом чорнуваті "вуса". У самиць нижня частина тіла менш яскрава, горло поцятковане сірими плямками. Дзьоб короткий, міцний, сірий, знизу дещо світліший. Лапи рожевуваті, очі карі. У молодих птахів верхня частина тіла більш коричнева, поцяткована темними смужками, нижня частина тіла жовтувата, горло і груди коричнюваті, боки оливково-коричневі.

## Підвиди
Виділяють десять підвидів:
- C. m. caniceps (d'Orbigny, 1839) — від південної Мавританії, Сенегалу і Гамбії до північного Камеруну;
- C. m. punctigula (Reichenow, 1898) — центральний і південний Камерун;
- C. m. grotei (Sclater, WL & Mackworth-Praed, 1931) — південно-східний Судан (на схід від Нілу), схід Південного Судану, західна і південно-західна Ефіопія;
- C. m. gommaensis (Grant, CHB & Mackworth-Praed, 1945) — Еритрея, північно-західна і центральна Ефіопія;
- C. m. barbata Heuglin, 1864 — від південного Чаду і ЦАР до південно-західної Кенії і центральної Танзанії;
- C. m. tando (Sclater, WL & Mackworth-Praed, 1918) — від Габону до північної Анголи;
- C. m. samaliyae (White, CMN, 1947) — південний схід ДР Конго, південно-західна Танзанія і північно-східна Замбія;
- C. m. vansoni (Roberts, 1932) — південно-східна Ангола, північно-східна Намібія і південно-західна Замбія;
- C. m. mozambica (Müller, PLS, 1776) — від Кенії до східної Ботсвани, Зімбабве, північного сходу ПАР і півдня центрального Мозамбіку;
- C. m. granti (Clancey, 1957) — південний Мозамбік, схід Есватіні і схід ПАР.

## Поширення і екологія
Жовтолобі щедрики широко поширені від південної Мавританії і Судану до Південно-Африканської Республіки. Вони були інтродуковані на Гаваях, зокрема на островах Гаваї, Оаху і Молокаї, а також на островах Пуерто-Рико, Сан-Томе, Мафія, Маврикій і Реюньйон. Жовтолобі щедрики живуть в саванах, рідколіссях, сухих чагарникових заростях, міомбо, на полях, пасовищах, плантаціях, в парках і садах, на висоті до 2300 м над рівнем моря. 

## Поведінка
Жовтолобі щедрики зустрічаються поодинці, парами і невеликими зграйками, іноді утворюють великі зграї до 100 птахів або приєднуються до змішаних зграй птахів разом за астрильдами і вдовичками. Живляться переважно насінням, а також квітками, ягодами, нектаром, дрібними плодами і безхребетними. Сезон розмноження припадає на період сезону дощів. Гніздо чашоподібне, робиться з трави і рослинних волокон, розміщується в заростях, на висоті від 1 до 4 м над землею. В кладці 2-3 білуватих, іноді поцяткованих темними плямками яйця. Інкубаційний період триває 13-14 днів. Пташенята покидають гніздо через 16-24 дні після вилуплення, однак батьки продовжують піклуватися про них ще деякий час.